# Carlos Álvarez Cruz
Carlos Álvarez Cruz (Jerez de la Frontera, 27 de diciembre de 1933 - Madrid, 27 de febrero de 2022) fue un poeta español.

## Biografía
De familia republicana, su padre fue fusilado durante la guerra civil española. Posteriormente pasó algunos años en la cárcel por su oposición al franquismo, llegando a conocer el exilio. Estos hechos marcaron profundamente su obra poética.
Participó en el homenaje al poeta Antonio Machado en Baeza, el 20 de febrero de 1966, organizado entre otros, por el fiscal Jesús Vicente Chamorro. Fue finalista del Premio Antonio Machado con su obra Escrito en las paredes. La traducción de esta obra al danés le proporcionó el premio bienal Lovemanken, de los poetas daneses (1963).
Sus versos se mueven entre la poesía experimental y la poesía del compromiso social. Se suele asociar a poetas como Blas de Otero, Miguel Hernández y Rafael Alberti. Algunos de sus versos han sido traducidos al danés, sueco, italiano, ruso, francés y árabe En 2007 presentó en Jerez su antología poética Tercera Mitad.
Falleció en Madrid el 27 de febrero de 2022.

## Obras
- Escrito en las paredes (1962)
- Noticias del más acá  (1964)
- Papeles encontrados por un preso  (1967)
- Estos que ahora son poemas (Ed. El Bardo, 1969)
- Tiempo de siega y otras hierbas  (1970)
- Eclipse de mar (Ed. El Bardo, 1973)
- Aullido de licántropo (1975)
- Versos de un tiempo sombrío  (1976)
- Como la espuma lucha con la roca -páginas para una autobiografía poética- (Edit. ZERO, Bilbao, 1976).
- Los poemas del bardo  (1977)
- La campana y el martillo pagan al caballo blanco (1977)
- Dios te salve, María... y algunas oraciones laicas  (1978)
- Cantos y cuentos oscuros  (1980).
- Reflejos en el Iowa River  (Ed. Orígenes, 1984)
- El testamento de Heiligenstadt (1987).
- Entre el terror y la nada (1989).
- Memoria del malentendido  (1993).
- Tercera mitad. Antología  (Ed. La Eneida, 2007)
- Los sueños, el amor, las intenciones (obra completa en 2 tomos)(Ed, Adeshoras, 2016)